# Île Cuvier (archipel de Pointe-Géologie)
L'île Cuvier était une île rocheuse de l'archipel de Pointe-Géologie (terre Adélie), situé en mer Dumont-d'Urville (océan Austral) au large du continent antarctique. Elle a en partie disparu par arasement lors des travaux de construction de la piste du Lion.

## Description
L'île Cuvier était située au nord de l'île des Pétrels, dont elle se trouvait séparée par le chenal du Lion. De la pointe nord-ouest de l'île des Pétrels (cap des Barres), l'île ne se trouvait qu'à 250 m de distance vers le nord-est. Longue de 250 m, elle était surtout remarquable pour son cap sud-ouest, en forme de donjon baptisé « le Kouglof », qui culminait à 17 m d'altitude. Jusqu'au début des années 1980, un abri existait à la pointe sud-est de l'île : il était destiné au stockage de pontons flottants utilisés lors du débarquement de matériel, et le lieu était fort à propos dénommé « les Pontons ».

## Histoire
L'île a été cartographiée en 1951 par la 4e expédition antarctique française en terre Adélie lors de raids effectués sur la banquise depuis la base de Port-Martin. L'île portait le nom du naturaliste français Georges Cuvier (1769-1832). 
Dans les années 1980, d'importants travaux ont été réalisés pour relier entre elles les îles  Buffon, Cuvier et du Lion afin de construire une piste d'atterrissage orientée NW–SE pour avions gros-porteurs. L'île Cuvier a en partie disparu lors des travaux de terrassement : le Kouglof a été arasé jusqu'à sa base, tandis que la partie nord-est de l'île a subsisté. Une tempête survenue en 1993 a causé d'irrémédiables dégâts à la piste, et l'aérodrome n'a jamais été opérationnel.